# Журженко Тетяна Юріївна
Тетяна Журженко (нар. 1967, Харків) — австрійська політологиня українського походження, кандидатка філософських наук, директорка програм «Росія в глобальному діалозі» та «Україна в європейському діалозі» Інституту гуманітарних наук (Відень).

## Освіта і професійна діяльність
У 1984—1989 рр. навчалася в Харківському державному університеті на спеціальності політична економія. В 1993 р. захистила кандидатську дисертацію з соціальної філософії.
З 1993 р. працювала асистенткою, згодом доценткою Харківського університету. В 1994—1999 рр. була співзасновницею та співдиректоркою Харківського центру гендерних досліджень.
У 2002 році переїхала до Відня, як наукова співробітниця Інституту історії Східної Європи Віденського університету, де проводила дослідження ідентичностей та дискурсу на українсько-російських прикордонних територіях. У 2012—2013 рр. працювала в Александрівському інституті досліджень Росії та Східної Європи при Гельсінському університеті.
З 2005 року читає курси про пострадянські трансформації, гендер і фемінізм та політику пам'яті у Віденському університеті.

## Праці
- Гендерные рынки Украины: политическая экономия национального строительства / Т. Журженко. – Вильнюс : ЕГУ, 2008. – 256 с.(рос.)
- «Небезпечні зв'язки»: націоналізм і фемінізм в Україні / Тетяна Журженко // Україна. Процеси націотворення. — Київ: К.І.С., 2011. — С. 137-153
- Бизнесмен: стяжатель, игрок или творец? Становление предпринимательского этоса. — Х.: Основа, 1993. — 118 с.(рос.)
- Социальное воспроизводство и гендерная политика в Украине. — Х.: Фолио, 2001. — 239 с.(рос.)
- Гендерные рынки Украины: политическая экономия национального строительства. — Вильнюс: ЕГУ, 2008. — 256 с.(рос.)
- Borderlands into Bordered Lands: Geopolitics of Identity in Post-Soviet Ukraine. — Stuttgart: Ibidem-Verlag, 2010. — 321 p.(англ.)